# Krajowa Rada Narodowa
Krajowa Rada Narodowa ou Conselho Nacional (1 de janeiro de 1944 - 17 de janeiro de 1947) foi um corpo político auto-proclamado parlamento da Polônia durante a Segunda Guerra Mundial para constituir o governo pós-guerra no Estado Secreto Polaco, representado por grupos comunistas e esquerda, projetado em acordo com os planos da URSS e o governo Rząd Stanisława Mikołajczyka. O KRN foi fundado por Władysław Gomułka com sede formal em Moscou. 